# ブロック構築 (マジック:ザ・ギャザリング)
ブロック構築（ブロックこうちく）は、マジック・ザ・ギャザリングの大会ルールのひとつ。限定構築とも呼ばれる。
1つの独立型エキスパンションブロックに属するエキスパンションを使うことができる。
アラーラの断片ブロック後は第3エキスパンションが出た後のプロツアーで採用されるなどプロ大会の開催数は少なく、プロツアー「ニクスへの旅」後、プロ大会でフォーマットとして採用されなくなった。
そしてブロック制の廃止が決まったことにより、2018年4月27日の更新でマジック・イベント規定から本フォーマットが削除されることになり、廃止された。

## ブロック一覧
（2018年4月現在）
- アモンケットブロック : アモンケット、破滅の刻
- カラデシュブロック : カラデシュ、霊気紛争
- イニストラードを覆う影ブロック : イニストラードを覆う影、異界月
- 戦乱のゼンディカーブロック : 戦乱のゼンディカー、ゲートウォッチの誓い
- タルキール覇王譚ブロック : タルキール覇王譚、運命再編、タルキール龍紀伝
- テーロスブロック：テーロス、神々の軍勢、ニクスへの旅
- ラヴニカへの回帰ブロック : ラヴニカへの回帰、ギルド門侵犯、ドラゴンの迷路
- イニストラードブロック:イニストラード、闇の隆盛、アヴァシンの帰還

禁止カードは以下の2個。
- 無形の美徳(Intangible Virtue)
- 未練ある魂(Lingering Souls)

- ミラディンの傷跡ブロック:ミラディンの傷跡、ミラディン包囲戦、新たなるファイレクシア
- ゼンディカー＝エルドラージ覚醒・ブロック:ゼンディカー、ワールドウェイク、エルドラージ覚醒
- アラーラの断片ブロック:アラーラの断片、コンフラックス、アラーラ再誕
- ローウィン＝シャドウムーア・ブロック : ローウィン、モーニングタイド、シャドウムーア、イーブンタイド
- 時のらせんブロック : 時のらせん、次元の混乱、未来予知
- ラヴニカ・ブロック : ラヴニカ：ギルドの都、ギルドパクト、ディセンション
- 神河ブロック : 神河物語、神河謀叛、神河救済
- ミラディン・ブロック : ミラディン、ダークスティール、フィフス・ドーン

禁止カードは以下の10個。
- 頭蓋骨絞め(Skullclamp)
- 霊気の薬瓶(AEther Vial)
- 古えの居住地(Ancient Den)
- 電結の荒廃者(Arcbound Ravager)
- ダークスティールの城塞(Darksteel Citadel)
- 大霊堂の信奉者(Disciple of the Vault)
- 大焼炉(Great Furnace)
- 教議会の座席(Seat of the Synod)
- 伝承の樹(Tree of Tales)
- 囁きの大霊堂(Vault of Whispers)

- オンスロート・ブロック : オンスロート、レギオン、スカージ
- オデッセイ・ブロック : オデッセイ、トーメント、ジャッジメント
- インベイジョン・ブロック : インベイジョン、プレーンシフト、アポカリプス
- マスクス・ブロック : メルカディアン・マスクス、ネメシス、プロフェシー

禁止カードは以下の2つ。
- 果敢な勇士リン・シヴィー(Lin Sivvi, Defiant Hero)
- リシャーダの港(Rishadan Port)

- ウルザ・ブロック : ウルザズ・サーガ、ウルザズ・レガシー、ウルザズ・デスティニー

禁止カードは以下の7つ。
- ガイアの揺籃の地（Gaea's Cradle）
- 記憶の壺（Memory Jar）
- セラの聖域（Serra's Sanctum）
- 時のらせん（Time Spiral）
- トレイリアのアカデミー（Tolarian Academy）
- 通電式キー（Voltaic Key）
- 意外な授かり物（Windfall）

- テンペスト・ブロック : テンペスト、ストロングホールド、エクソダス

禁止カードは、呪われた巻物(Cursed Scroll)。
- ミラージュ・ブロック : ミラージュ、ビジョンズ、ウェザーライト

禁止カードは、資源の浪費(Squandered Resources)。
- アイスエイジ・ブロック : アイスエイジ、アライアンス、コールドスナップ (コールドスナップ登場以前はホームランド)

禁止カードは以下の3つ。
- Amulet of Quoz
- Thawing Glaciers
- Zuran Orb